# Конрад (Айова)
Конрад (англ. Conrad) — місто (англ. city) в США, в окрузі Гранді штату Айова. Населення — 1093 особи (2020).

## Географія
Конрад розташований за координатами 42°13′25″ пн. ш. 92°52′28″ зх. д. / 42.22361° пн. ш. 92.87444° зх. д. (42.223506, -92.874491).  За даними Бюро перепису населення США в 2010 році місто мало площу 3,10 км², уся площа — суходіл.

## Демографія
Згідно з переписом 2010 року, у місті мешкало 1108 осіб у 464 домогосподарствах у складі 309 родин. Густота населення становила 358 осіб/км².  Було 507 помешкань (164/км²).
Расовий склад населення:
| - 97,9 % — білих - 0,4 % — чорних або афроамериканців - 0,3 % — азіатів - 0,2 % — корінних американців |

До двох чи більше рас належало 1,0 %. Частка іспаномовних становила 0,6 % від усіх жителів.
За віковим діапазоном населення розподілялося таким чином: 26,4 % — особи молодші 18 років, 50,9 % — особи у віці 18—64 років, 22,7 % — особи у віці 65 років та старші. Медіана віку мешканця становила 41,4 року. На 100 осіб жіночої статі у місті припадало 90,1 чоловіків;  на 100 жінок у віці від 18 років та старших — 81,5 чоловіків також старших 18 років.
Середній дохід на одне домашнє господарство  становив 55 277 доларів США (медіана — 45 313), а середній дохід на одну сім'ю — 72 388 доларів (медіана — 65 625). За межею бідності перебувало 6,1 % осіб, у тому числі 5,3 % дітей у віці до 18 років та 10,8 % осіб у віці 65 років та старших.
Цивільне працевлаштоване населення становило 451 осіб. Основні галузі зайнятості: освіта, охорона здоров'я та соціальна допомога — 27,5 %, виробництво — 21,3 %, роздрібна торгівля — 8,4 %, оптова торгівля — 6,2 %.